# Емилиан (Захаропулос)
Митрополи́т Емилиа́н (греч. Μητροπολίτης Αιμιλιανός, в миру Христофо́рос Захаро́пулос, греч. Χριστοφόρος Ζαχαρόπουλος; 12 апреля 1915, Халки, Османская империя — 8 сентября 2011, Афины, Греция) — епископ Константинопольской православной церкви; с 1982 по 2009 годы — митрополит Косский.

## Биография
Родился 12 апреля 1915 года на острове Халки, в Османской империи.
В 1936 году окончил богословскую школу на острове Халки (Турция).
В 1937 году был рукоположён в сан диакона и назначен служить в приходе Святых Константина и Елены в Стамбуле. Затем служил диаконом в штаб-квартире Константинопольского Патриархата. В 1951 году рукоположен в сан иерея и занял должность протосинкелла.
12 июня 1959 годы рукоположен в сан епископа и возведён в достоинство митрополита Селевкийского.
В 1964 году был вынужден покинуть Стамбул.
С 12 августа 1969 года — митрополит Бельгийский, экзарх Нидерландов и Люксембурга.
С 14 декабря 1982 года — митрополит Косский.
23 февраля 2009 года решением Священного Синода Константинпольского Патриархата был почислен на покой по болезни.
Скончался 8 сентября 2011 года в Афинах в возрасте 96 лет.